# Hasan Çipuri
Hasan Çipuri (ur. 10 września 1935 w Peshkopii, zm. 29 września 2017 w Tiranie) – albański leksykograf i wojskowy, autor kilku słowników leksykograficznych o tematyce militarnej.

## Życiorys
Studiował w Akademii Wojskowej w Tiranie oraz służył w Albańskiej Armii Ludowej; nauczył się wówczas języka serbsko-chorwackiego. W 1967 roku ukończył studia albanistyczne na Uniwersytecie Tirańskim, gdzie także odbył studia podyplomowe, a w 1987 roku obronił doktorat.
W 1993 roku opublikował poświęconą terminologii wojskowej monografię pod tytułem Terminologjia ushtarake e gjuhës shqipe. Pracował także dla Instytutu Lingwistyki i Literatury, a od 1980 do 2002 roku pracował jako wykładowca w jednej z albańskich uczelni wojskowych. Od lat 10. XXI wieku pracował jako wykładowca serbistyki oraz kroatystyki.
Znał także języki rosyjski, angielski, włoski i francuski.

## Słowniki[1]
- Fjalor ushtarak serbokroatisht-shqip (1990)
- Fjalor ushtarak italisht-shqip (1993)
- Fjalor i termave ushtarakë të NATO-s anglisht-frëngjisht-shqip e anasjelltas (1999)
- Fjalor i termave të përgjithshëm ushtarakë shqip-anglisht e anglisht-shqip (2001)
- Fjalor shpjegues i termave të gjeografisë ushtarake (2005)
- Fjalor i termave të detarisë (2008)
- Fjalorit enciklopedik shqiptar (2008-2009)